# Kadarka
Kadarka Međunarodni katalog sorti vinove loze (Vitis International Variety Catalogue) navodi 101 sinonim za Kadarku (Skadarka, Braničevka, Gamza, Mekiš, Četereška…). Kao i kod ostalih starih sorti, njeno poreklo nije pouzdano utvrđeno, jer nije urađena DNK-analiza, koja bi odgovorila na pitanje odakle ova sorta dolazi. Pretpostavlja se da potiče iz okoline Skadra, jer veliki broj sinonima upućuje na ovaj grad, uključujući i naziv Skadarka, koji se često koristi u literaturi. Kadarka je skraćena forma naziva sorte vinove loze, u kojoj je slovo „s“ nestalo zbog teškog izgovora na mađarskom jeziku. Srbi su za vreme Velike seobe Srba pod Arsenijem III Čarnojevićem, ovu sortu sa juga preneli u područje današnje Evroregije Dunav - Kireš - Moriš - Tisa (zapadni deo Rumunije, južni deo Mađarske i severni deo Vojvodine). Iako su Kadarku u ova područja doneli Srbi, oni je nisu sačuvali, već su to učinili Mađari i podunavski Nemci. Po drugoj verziji, poreklo Kadarke se vezuju za Tursku - toponim Üsküdar (deo Istanbula). U XIX veku na ovim prostorima dominirala je sorta Kadarka. Posle Drugog svetskog rata, pojavom modernijih sorti, površine vinograda pod Kadarkom se drastično smanjuju. Trenutno je prisutna u Mađarskoj, Rumuniji, Bugarskoj, Slovačkoj, Rusiji, a kod nas najviše u Deliblatskoj i Subotičkoj peščari.

## Osobine Kadarke
Kadarku odlikuje velika otpornost na sušu i jedna je od pesku najprilagodljivijih sorti. U takvim uslovima je dugovečna. Razvija jak koren i snažan čokot sa uspravnim laticama. Vrh mladog lastara je vunasto maljav, kao i naličje lista. Grozd je srednji, kupast, valjkasto kupast, obično sa jednim krilcem, zbijen. Bobice su srednje veličine, okrugle, crvene do plavocrvene boje. Imaju tanku pokožicu, sočne su, prijatnog su ukusa. Kadarka sazreva u III epohi (pozno zrenje). Rodnost je velika i redovna.
Kadarka je osetljiva na niske zimske temperature. Na jakim mrazevima okca velikim delom izmrzavaju. Odlikuje je dobra rodnost suočica, koje su znatno otpornije, pa čokot postiže rodnost i u ekstremno hladnim godinama. Dobro se regeneriše jer ima dobro razvijen sistem spavajućih okaca. Pri umerenom opterećenju i u dobroj godini nakupi 20-24% šećera, a obično oko 18 - 20%. Udeo kiselina u širi iznosi 4-7,50g/l. Kadarka je veoma osetljiva i na sivu plesan. Ukoliko je kišna jesen kad grožđe sazreva, zbog tanke pokožice bobice jako trule, pa se od njih ne dobija kvalitetno vino. Srednje je otporna na peronosporu(plamenjača) i oidijum (pepelnica), a neotporna na botritis(siva plesan) od kojeg često strada.

## Vino od Kadarke
Vino je veoma pitko, harmonično, sa specifičnim sortnim ukusom. Odlikuje se elegancijom, lakoćom, pitkošću, rafiniranošću i umerenim prisustvom odgovarajuće kiseline, kao i posebnom aromom koja podseća na blagi ukus voća (trešnja). Zavisno od toga kakva je godina (vremenske prilike), od Kadarke se proizvode vina koja se razlikuju po boji i ukusu: klasična Crna Kadarka, Šiler kadarka, Rose kadarka, Bela kadarka i Desertna kadarka. Kad su jeseni tople i suve Kadarka daje kvalitetno crveno vino. Bela kadarka se dobija ukoliko se grožđe od Kadarke prerađuje po tehnološkom postupku za bela vina. Od kasnije obranog grožđa dobija se crveno vino boje višnje, u kome je uravnotežen odnos između šećera i kiseline.

## Literatura
- Đ.Dragojlović,Šta su pili naši stari
- Peščani vinski put, Dragutina Miljkovića
- Dreamgirl,Autohtona sorta vina – KADARKA
- Volite li crveno? Sedam najpoznatijih vrsta crvenog vina